# Chiappa Rhino
La Chiappa Rhino è una rivoltella italiana.

## Descrizione
Prodotta da Chiappa Firearms e progettata da Antonio Cudazzo ed Emilio Ghisoni (designer della Mateba Autorevolver). Analogamente alla Mateba, la canna è allineata alla camera più bassa del tamburo, quindi ha la canna abbassata, così minimizzando il momento applicato dal rinculo sul braccio del tiratore, diminuendo l'alzata della canna e migliorando la precisione. La pistola è disponibile in una diversa varietà di lunghezze di canna, l'arma può essere in acciaio inox nero o lucido.

## Varianti
- POLYLITE 20DS Con il corpo in polimeri (proiettili .38 Special)
- 20D (solo a doppia azione)
- 200D
- 200DS
- 20DS (canna da 5 cm)
- 30DSX con corpo in polimeri
- 40DS (canna da 10 cm)
- 40SAR (Solo a singola azione)
- 400DS (solo nei USA)
- 50DS (canna da 12,5 cm)
- 50SAR (Solo a singola azione)
- 60DS (canna da 15 cm)
- 60SAR (Solo a singola azione)
- 60S MATCH MASTER con bindella grande e Hogue® Micarta grip; sviluppato da Richard Wilson Custom Guns

## Cultura di massa
- Manami acquista una Rhino 20DS in acciaio inox, nell'episodio 4 della serie anime: "Asobi ni Ikuyo: bombe dal cielo".
- È presente nel videogioco "ArmA III" con il nome di Zubr
- È una delle armi utilizzate da Annie Walker, nella terza stagione della serie TV Covert Affairs[7].
- È presente nel videogioco PlayerUnknown's Battlegrounds (sia nella versione PC che Mobile) con la variante 60DS che prende il nome di R45.
- È presente nel gioco Battlefield 4 con il nome di SW40 in versione 60DS.
- Harley Quinn (Margot Robbie), in Suicide Squad, usa Rhino 60DS.[8]
- È presente nel gioco Tom Clancy's The Division nelle versioni 20DS, 40DS e 60DS
- È presente nel videogioco World of Guns: Gun disassembly nella versione 60DS
- È presente nel videogioco Tom Clancy's Rainbow Six: Siege nella versione 40DS con il nome di Keratos .357
- Nel gioco Shadow Warrior, Chiappa Rhino è rappresentato da un revolver fittizio (Revolver Tosainu).
- Nella serie TV di fantascienza The Expanse

nella puntata 1x08 in un conflitto a fuoco almeno due personaggi usano una Chiappa Rhino.
- Nel gioco Grand Theft Auto V è presente con il nome di revolver MKII.
- Nel videogioco Fortnite il design del revolver di rarità leggendaria ed epica è ispirato alla versione 60DS.
- È presente nel videogioco "Escape from Tarkov" nella versione 50DS.
- Nel videogioco "Sons of The Forest" è presente un'arma denominata semplicemente "revolver" che sembra essere un Rhino